# John, I'm Only Dancing
Singles de David Bowie
Starman
(1972) The Jean Genie
(1972)
John, I'm Only Dancing est une chanson de David Bowie sortie en single en septembre 1972, avec Hang On to Yourself en face B.
Ses paroles ont souvent été interprétées comme une déclaration d'homosexualité, notamment le refrain : « John, I'm only dancing / She turns me on / But I'm only dancing » (« John, je ne fais que danser / Elle m'allume / Mais je ne fais que danser »). Malgré cela, la chanson ne fut pas censurée et se classa 12e au Royaume-Uni. Néanmoins, Top of the Pops refusa de diffuser le clip de Mick Rock, et RCA la jugea trop osée pour sortir le single aux États-Unis.

## Autres versions
Singles de David Bowie
Look Back in Anger
(1979) Alabama Song
(1979)
Il existe deux autres enregistrements de John, I'm Only Dancing par Bowie. Le 20 janvier 1973, la chanson fut réenregistrée durant les sessions de l'album Aladdin Sane, la principale différence étant l'ajout d'un saxophone. Cette version fut éditée en single en avril 1973 avec le même numéro de catalogue que le single de 1972, entraînant une certaine confusion chez les collectionneurs.
En 1974, durant les sessions de Young Americans, Bowie produisit une version totalement différente de la chanson, très orientée funk, avec de nouvelles paroles. Elle parut en single en décembre 1979 sous le titre John, I'm Only Dancing (Again), avec la version originale de la chanson en face B.
La version originale de John, I'm Only Dancing est parue en bonus de certaines rééditions de l'album The Rise and Fall of Ziggy Stardust and the Spiders from Mars. La réédition 2 CD de Aladdin Sane parue chez RCA en 2003 comprend la version « saxophone », et la plupart des rééditions de Young Americans incluent en bonus John, I'm Only Dancing (Again).

## Musiciens

### John, I'm Only Dancing
- David Bowie : chant, guitare
- Mick Ronson : guitare
- Trevor Bolder : basse
- Mick Woodmansey : batterie
- Ken Fordham : saxophone (version de 1973)

### John, I'm Only Dancing (Again)
- David Bowie : chant, guitare, piano
- Carlos Alomar : guitare
- Willie Weeks : basse
- Andy Newmark : batterie
- Mike Garson : piano
- David Sanborn : saxophone
- Larry Washington : congas
- Luther Vandross, Robin Clark, Ava Cherry: chœurs

## Classements hebdomadaires
| Classement (1972)              | Meilleure place |
| ------------------------------ | --------------- |
| Royaume-Uni (UK Singles Chart) | 12              |

| Classement (1980)              | Meilleure place |
| ------------------------------ | --------------- |
| Royaume-Uni (UK Singles Chart) | 12              |